# 金曜ワイド 笑いよん 泣っきょん 聞っきょんな〜
『金曜ワイド 笑いよん 泣っきょん 聞っきょんな～』（きんようワイド わらいよん なっきょん きっきょんな〜）は2020年4月3日から2024年3月29日まで西日本放送ラジオで放送されている金曜午後の生ワイド番組。略称は「わらなきラジオ」。

## 概要
11年に渡って続いてきた『気ままにラジオ 雨の日晴れの日曇りの日』の金曜日の後番組としてスタートし、パーソナリティーは『気ままにラジオ 雨の日晴れの日曇りの日』から引き続き植松おさみと白井美由紀が、ラジオカーレポーターは佐々木かなが担当した。
定時のニュースも引き続き植松おさみが担当する。『CHIT CHAT RADIO』と異なり電話でのお便りも受け付けている（15時受付終了）。2023年3月31日をもって植松が勇退し、2023年4月7日から雫石将克が後任となり、同時に番組名を金曜ワイドわらなきラジオに改題された。2024年3月29日をもって終了し、はなラジにリニューアルする予定で白井が続投する。

## パーソナリティー
- 雫石将克　(2023年4月7日から)
- 白井美由紀

白井は気ままにラジオから続投　
　

## 過去のパーソナリティー
- 植松おさみ(2023年3月31日まで)

## ラジオカーレポーター
- 佐々木かな

気ままにラジオから続投

## 放送時間
- 金曜　13:00 - 16:15